# Список Героев Социалистического Труда (Нигай — Ню)
Эта страница является частью списка Героев Социалистического Труда и перечисляет в алфавитном порядке лиц, удостоенных звания Героя Социалистического Труда, чьи фамилии начинаются с буквы «Н», от Нигай до Ню.
- Список не включает дважды и трижды Героев Социалистического Труда, а также лиц, лишённых этого звания.
- Список содержит информацию о датах жизни, роде деятельности и дате присвоения звания Героя.
- Герои, удостоенные звания посмертно, выделены в списке  серым цветом .
- Герои, сменившие фамилию после присвоения звания, приводятся в списках дважды, при этом строка с новой фамилией выделяется  бежевым цветом  и не имеет номера.

## Список людей, фамилии которых начинаются с «Н»
| Навигационная таблица | Навигационная таблица    |
| --------------------- | ------------------------ |
| «Н»                   | Набатников — Нещадименко |
| «Н»                   | Нигай — Ню               |

| №         | Фамилия, имя, отчество              | Даты жизни              | Деятельность | Дата присвоения | ГС         |
| --------- | ----------------------------------- | ----------------------- | --- | --------------- | ---------- |
| 1         | Нигай Константин Иванович           | 20.03.1913 — 17.04.1990 | Бригадир колхоза «Гигант» Чиилийского района Кзыл-Ординской области | 21.06.1950      | [ ГС 1 ]   |
| 2         | Нигаматуллин Рамазан Муллагалеевич  | 16.07.1924 — 19.02.2002 | Машинист экскаватора Учалинского горно-обогатительного комбината Министерства цветной металлургии СССР, Башкирская АССР                                                                                                 | 20.05.1966      | [ ГС 2 ]   |
| 3         | Нигматов Орифбой                    | 1902 — ????             | Председатель колхоза имени Фрунзе Ленинабадского района Ленинабадской области | 02.06.1948      |            |
| 4         | Нигматуллина Фира Гарифовна         | 31.03.1933 — 21.02.2001 | Доярка Суванякского совхоза Баймакского района Башкирской АССР | 10.03.1976      | [ ГС 3 ]   |
| 5         | Нигматшаев Камалитдин               | 1901 — 06.02.1987       | Первый секретарь Пахтаабадского райкома Компартии Узбекистана, Андижанская область | 11.01.1957      | [ ГС 4 ]   |
| 6         | Нигрецкая Анастасия Прокофьевна     | 1929 — ????             | Звеньевая колхоза имени Сталина Слободзейского района Молдавской ССР | 09.03.1949      | [ ГС 5 ]   |
| 7         | Нигрилов Даниил Андреевич           | 15.10.1908 — ????       | Бригадир колхоза имени Крупской Кагановичского района Фрунзенской области | 26.03.1948      | [ ГС 6 ]   |
| 8         | Нижарадзе Любовь Георгиевна         | 21.08.1927 — 01.04.2013 | Заместитель главного врача Местийской центральной районной больницы Грузинской ССР | 23.10.1978      | [ ГС 7 ]   |
| 9         | Нижник Степан Яковлевич             | род. 15.09.1928         | Старший вальцовщик Магнитогорского металлургического комбината имени В. И. Ленина Министерства чёрной металлургии СССР, Челябинская область                                                                             | 30.03.1971      | [ ГС 8 ]   |
| 10        | Нижников Николай Елисеевич          | 25.12.1926 — 24.02.2006 | Первый секретарь Арыкбалыкского райкома Компартии Казахстана, Кокчетавская область | 19.02.1981      | [ ГС 9 ]   |
| 11        | Низаметдинов Равиль Мифтахович      | 10.03.1929 — 10.06.1993 | Директор совхоза «Весенний» Тукаевского района Татарской АССР | 27.08.1990      | [ ГС 10 ]  |
| 12        | Низовских Евгений Константинович    | 25.12.1930 — 22.06.2003 | Тракторист колхоза имени Гурьева Гурьевского района Калининградской области | 11.12.1973      | [ ГС 11 ]  |
| 13        | Низяев Вячеслав Михайлович          | 17.03.1912 — 24.08.1981 | Главный инженер Невинномысского химического комбината Министерства химической промышленности СССР, Ставропольский край                                                                                                  | 20.04.1971      | [ ГС 12 ]  |
| 14        | Никандрова Анна Тимофеевна          | 14.07.1919 — ????       | Сборщица покрышек Ленинградского производственного объединения «Красный треугольник» Министерства нефтеперерабатывающей и нефтехимической промышленности СССР                                                           | 28.05.1966      | [ ГС 13 ]  |
| 15        | Никеев Дмитрий Ильич                | 23.10.1907 — 08.02.1978 | Директор Марийской государственной сельскохозяйственной опытной станции, Медведевский район Марийской АССР | 11.12.1973      | [ ГС 14 ]  |
| 16        | Никешин Василий Петрович            | 01.03.1911 — 02.01.1995 | Слесарь-инструментальщик Владимирского завода точного машиностроения «Точмаш» Министерства машиностроения СССР | 23.12.1970      | [ ГС 15 ]  |
| 17        | Никитас Василий Кириллович          | 28.10.1927 — 26.12.2004 | Старший электролизник Соликамского магниевого завода Министерства цветной металлургии СССР, Пермская область | 30.03.1971      | [ ГС 16 ]  |
| 18        | Никитенко Анна Пантелеевна          | 05.09.1922 — 19.07.1998 | Звеньевая семеноводческого совхоза имени 9 Января Министерства совхозов СССР, Хорольский район Полтавской области | 06.04.1949      | [ ГС 17 ]  |
| 19        | Никитенко Виктор Васильевич         | 22.05.1938 — 16.10.2020 | Сталевар Макеевского металлургического завода имени С. М. Кирова Министерства чёрной металлургии Украинской ССР, Донецкая область                                                                                       | 29.12.1973      | [ ГС 18 ]  |
| 20        | Никитенко Дарья Павловна            | 1912 — ????             | Звеньевая совхоза «Чехрак» Министерства сельского хозяйства СССР, Кошехабльский район Адыгейской автономной области | 19.05.1948      | [ ГС 19 ]  |
| 21        | Никитенко Константин Сергеевич      | 05.04.1922 — 15.04.2020 | Командир отдельного авиаотряда № 235 гражданской авиации Министерства гражданской авиации СССР, гор. Москва | 09.02.1973      | [ ГС 20 ]  |
| 22        | Никитенко Кузьма Ефимович           | 10.12.1885 — 15.12.1963 | Начальник участка шахты имени Карла Маркса треста «Орджоникидзеуголь» Министерства угольной промышленности Украинской ССР, Сталинская область                                                                           | 26.04.1957      | [ ГС 21 ]  |
| 23        | Никитенко Пётр Петрович             | 25.10.1936 — 06.11.1987 | Чабан совхоза «Димитровский» Благовещенского района Алтайского края | 08.04.1971      | [ ГС 22 ]  |
| 24        | Никитенкова Анна Сафоновна          | 16.02.1925 — 20.09.2016 | Доярка колхоза имени Дзержинского Червоноармейского района Запорожской области | 22.03.1966      | [ ГС 23 ]  |
| 25        | Никитин Александр Алексеевич        | 07.02.1927 — 24.05.2006 | Токарь Воронежского механического завода Министерства общего машиностроения СССР | 26.04.1971      | [ ГС 24 ]  |
| 26        | Никитин Александр Иванович          | 23.08.1929 — 30.01.1992 | Помощник мастера прядильно-ткацкой фабрики «Шуйский пролетарий» Министерства лёгкой промышленности РСФСР, Ивановская область                                                                                            | 05.04.1971      | [ ГС 25 ]  |
| 27        | Никитин Александр Фёдорович         | 1933 — ????             | Машинист горного комбайна шахты «Абашевская» № 3—4 комбината «Южкузбассуголь» Министерства угольной промышленности СССР, Кемеровская область                                                                            | 30.03.1971      | [ ГС 26 ]  |
| 28        | Никитин Борис Григорьевич           | 11.07.1922 — 17.10.1991 | Главный инженер Воткинского машиностроительного завода Министерства оборонной промышленности СССР, Удмуртская АССР | 05.01.1982      | [ ГС 27 ]  |
| 29        | Никитин Валентин Михайлович         | 22.06.1929 — 12.09.1975 | Бригадир совхоза «Елизаветинский» Аткарского района Саратовской области | 07.12.1973      | [ ГС 28 ]  |
| 30        | Никитин Василий Алексеевич          | род. 19.12.1927         | Мастер Тульского комбайнового завода Министерства тракторного и сельскохозяйственного машиностроения СССР | 05.08.1966      |            |
| 31        | Никитин Василий Антонович           | 02.05.1931 — 28.01.2010 | Председатель колхоза «Гвардеец» Батыревского района Чувашской АССР | 08.04.1971      | [ ГС 29 ]  |
| 32        | Никитин Виктор Алексеевич           | 16.01.1928 — 1999       | Управляющий отделением совхоза «Петровский» Добринского района Липецкой области | 23.06.1966      | [ ГС 30 ]  |
| 33        | Никитин Владимир Александрович      | 07.01.1929 — 04.08.1969 | Тракторист колхоза «Россия» Марксовского района Саратовской области | 23.06.1966      | [ ГС 31 ]  |
| 34        | Никитин Дмитрий Алексеевич          | 10.01.1933 — 11.05.1992 | Бригадир слесарей Карачаровского механического завода Главмосстроя, гор. Москва | 11.12.1970      | [ ГС 32 ]  |
| 35        | Никитин Кузьма Кондратьевич         | 27.11.1897 — 29.11.1995 | Председатель колхоза имени Сталина Кормянского района Гомельской области | 18.01.1958      | [ ГС 33 ]  |
| 36        | Никитин Леонид Николаевич           | 01.11.1920 — 08.03.2004 | Старший машинист паровозного депо Лянгасово Горьковской железной дороги, Кировская область | 01.08.1959      | [ ГС 34 ]  |
| 37        | Никитин Михаил Фёдорович            | 1908—1970               | Бригадир колхоза «Искра Ильича» Клинского района Московской области | 19.02.1948      | [ ГС 35 ]  |
| 38        | Никитин Николай Васильевич          | 03.05.1926 — 05.06.1994 | Председатель колхоза имени Калинина Исмаиллинского района Азербайджанской ССР | 08.04.1971      | [ ГС 36 ]  |
| 39        | Никитин Николай Иванович            | 1934—2002               | Капитан среднего морозильного рыболовного траулера «Невельский комсомолец» Управления океанического рыболовства производственного объединения «Сахалинрыбпром» Министерства рыбного хозяйства СССР, Сахалинская область | 23.01.1974      | [ ГС 37 ]  |
| 40        | Никитин Николай Моисеевич           | 19.12.1926 — 14.10.2008 | Бригадир колхоза имени Мичурина Аургазинского района Башкирской АССР | 23.02.1981      | [ ГС 38 ]  |
| 41        | Никитин Роман Фадеевич              | 1890 — ????             | Звеньевой колхоза «Память Ильича» Ново-Орского района Чкаловской области | 03.04.1948      | [ ГС 39 ]  |
| 42        | Никитин Семён Павлович              | 15.02.1921 — 02.07.1968 | Токарь Канашского вагоноремонтного завода Министерства путей сообщения СССР, Чувашская АССР | 01.08.1959      | [ ГС 40 ]  |
| 43        | Никитин Сергей Михайлович           | 1923 — 27.08.1971       | Бригадир совхоза «Вяжлинский» Аткарского района Саратовской области | 08.04.1971      | [ ГС 41 ]  |
| 44        | Никитина Анна Ивановна              | 08.07.1920 — ????       | Звеньевая колхоза «Труженик» Бежецкого района Калининской области | 28.02.1949      | [ ГС 42 ]  |
| 45        | Никитина Анна Семёновна             | 1910 — ????             | Доярка совхоза имени Кирова Боровичского района Новгородской области | 07.03.1960      | [ ГС 43 ]  |
| 46        | Никитина Евдокия Тимофеевна         | 19.02.1916 — 21.03.1990 | Стригальщица Казанского мехового комбината, Татарская АССР | 07.03.1960      | [ ГС 44 ]  |
| 46.000001 | Никитина Екатерина Матвеевна        | 22.11.1916 — 31.01.1994 | Звеньевая колхоза «Труженик» Бежецкого района Калининской области | 28.02.1949      | [ ГС 45 ]  |
| 47        | Никитина Елена Матвеевна            | 1922 — 24.03.1998       | Звеньевая колхоза «Ленинец» Трубчевского района Брянской области | 30.04.1966      | [ ГС 46 ]  |
| 48        | Никитина Зоя Григорьевна            | 17.03.1938 — 04.12.2024 | Оператор машинного доения совхоза «Октябрь» Томского района Томской области | 13.03.1981      | [ ГС 47 ]  |
| 49        | Никитина Мария Никитична            | 16.01.1908 — 1985       | Звеньевая свиноводческого совхоза «Ручьи» Министерства мясной и молочной промышленности СССР, Всеволожский район Ленинградской области                                                                                  | 01.06.1949      | [ ГС 48 ]  |
| 50        | Никитина Тамара Васильевна          | 21.04.1930 — 25.06.2021 | Ткачиха хлопчатобумажной прядильно-ткацкой фабрики имени Красной Армии и Флота Министерства лёгкой промышленности РСФСР, гор. Красноармейск Московской области                                                          | 05.04.1971      | [ ГС 49 ]  |
| 51        | Никитина Татьяна Антоновна          | 05.03.1926 — 09.11.2018 | Механизатор совхоза «Райновский» Россошанского района Воронежской области | 11.12.1973      | [ ГС 50 ]  |
| 52        | Никитушкин Николай Васильевич       | 20.07.1920 — 30.11.2004 | Слесарь завода «Радиоприбор» Министерства общего машиностроения СССР, гор. Москва | 06.09.1978      |            |
| 53        | Никитченко Анатолий Пантелеевич     | 04.10.1935 — 19.12.2003 | Горный мастер шахты имени Фрунзе промышленного объединения по подземной добыче руд «Кривбассруда» Министерства чёрной металлургии Украинской ССР, гор. Кривой Рог Днепропетровской области                              | 18.07.1975      | [ ГС 51 ]  |
| 54        | Никитчук Василий Иванович           | 02.09.1926 — 20.03.2005 | Председатель колхоза имени Чапаева Славутского района Хмельницкой области | 08.04.1971      | [ ГС 52 ]  |
| 55        | Никифоров Александр Сергеевич       | 04.05.1926 — 29.05.1991 | Главный инженер комбината «Маяк» Министерства среднего машиностроения СССР, Челябинская область | 26.04.1971      | [ ГС 53 ]  |
| 56        | Никифоров Григорий Александрович    | 06.01.1918 — 31.10.2011 | Ведущий лётчик-испытатель Государственного научно-исследовательского института гражданской авиации Министерства гражданской авиации СССР, гор. Москва                                                                   | 15.06.1971      | [ ГС 54 ]  |
| 57        | Никифоров Иван Васильевич           | 13.05.1905 — 1977       | Начальник монтажного управления треста «Спецгидроэнергомонтаж» Министерства электростанций СССР, гор. Ленинград | 09.08.1958      | [ ГС 55 ]  |
| 58        | Никифоров Иван Никифорович          | 24.01.1910 — 12.03.2003 | Учитель Вурнарской средней школы, Вурнарский район Чувашской АССР | 01.07.1968      | [ ГС 56 ]  |
| 59        | Никифоров Константин Дмитриевич     | 19.04.1902 — 13.11.1975 | Директор молочного совхоза «Северо-Любинский» Министерства совхозов СССР, Любинский район Омской области | 12.11.1951      | [ ГС 57 ]  |
| 60        | Никифоров Михаил Тихонович          | 07.11.1918 — 30.10.1993 | Управляющий отделением Буздякского совхоза Буздякского района Башкирской АССР | 23.06.1966      | [ ГС 58 ]  |
| 61        | Никифоров Пётр Михайлович           | 03.02.1941 — 20.02.2003 | Тракторист совхоза «Валихановский» Рузаевского района Кокчетавской области | 10.12.1973      | [ ГС 59 ]  |
| 62        | Никифоров Яков Леонтьевич           | 15.11.1911 — 02.02.1985 | Комбайнёр Сталинской МТС Первомайского района Крымской области | 07.06.1952      | [ ГС 60 ]  |
| 63        | Никифорова Антонина Ивановна        | род. 11.06.1941         | Доярка совхоза «Гаврилово-Посадский» Гаврилово-Посадского района Ивановской области | 06.09.1973      | [ ГС 61 ]  |
| 64        | Никифорова Ольга Осиповна           | 01.06.1909 — 14.10.2001 | Обмотчица Томского завода «Сибэлектромотор» Томского совнархоза | 07.03.1960      | [ ГС 62 ]  |
| 65        | Никишечкин Николай Егорович         | 01.02.1925 — 01.06.2007 | Слесарь Щёкинского химического комбината Министерства химической промышленности СССР, Тульская область | 20.04.1971      | [ ГС 63 ]  |
| 66        | Никишин Сергей Сергеевич            | 15.04.1923 — 05.10.2003 | Председатель колхоза имени Жданова Покровского района Орловской области | 30.04.1966      | [ ГС 64 ]  |
| 67        | Никишов Иван Фёдорович              | 10.09.1894 — 05.08.1958 | Начальник Главного управления строительства Дальнего Севера («Дальстрой») Народного комиссариата внутренних дел СССР, комиссар государственной безопасности 3-го ранга, Магаданская область                             | 20.01.1944      | [ ГС 65 ]  |
| 68        | Никколо Рауль Юрьевич               | 03.10.1928 — 05.01.1997 | Наладчик бумагоделательной машины Таллинского целлюлозно-бумажного комбината имени В. Кингисеппа Министерства лесной, целлюлозно-бумажной и деревообрабатывающей промышленности СССР, Эстонская ССР                     | 17.09.1966      | [ ГС 66 ]  |
| 69        | Никоарэ Афанасий Иванович           | род. 1929               | Овощевод колхоза «Маяк» Новоаненского района Молдавской ССР | 08.12.1973      |            |
| 70        | Николаев Василий Павлович           | 12.01.1920 — 28.12.2009 | Первый секретарь Нехаевского райкома КПСС, Волгоградская область | 23.06.1966      | [ ГС 67 ]  |
| 71        | Николаев Георгий Александрович      | 04.01.1903 — 18.05.1992 | Ректор, заведующий кафедрой «Машины и автоматизация сварочных процессов» Московского высшего технического училища имени Н. Э. Баумана, академик Академии наук СССР                                                      | 13.03.1969      | [ ГС 68 ]  |
| 72        | Николаев Евгений Иванович           | 22.04.1932 — 10.08.2022 | Главный инженер управления начальника работ 130-го управления инженерных работ Главного управления специального строительства Министерства обороны СССР, Кзыл-Ординская область                                         | 29.07.1966      | [ ГС 69 ]  |
| 73        | Николаев Евгений Семёнович          | 07.03.1926 — 20.06.1980 | Токарь Куйбышевского агрегатного завода Министерства авиационной промышленности СССР | 26.04.1971      | [ ГС 70 ]  |
| 74        | Николаев Кирилл Николаевич          | 04.02.1907 — 05.08.2005 | Колхозник колхоза «Дружба» Урмарского района Чувашской АССР | 13.07.1950      | [ ГС 71 ]  |
| 75        | Николаев Константин Михайлович      | 01.03.1923 — 10.06.2006 | Начальник кафедры Военной Краснознамённой академии химической защиты имени Маршала Советского Союза С. К. Тимошенко, генерал-майор-инженер, гор. Москва                                                                 | 16.02.1982      | [ ГС 72 ]  |
| 76        | Николаев Михаил Владимирович        | 13.02.1928 — 23.06.2017 | Машинист экскаватора Старорусской передвижной механизированной колонны № 2 объединения «Новгородмелиорация» Министерства мелиорации и водного хозяйства РСФСР, Новгородская область                                     | 14.04.1981      | [ ГС 73 ]  |
| 77        | Николаев Михаил Николаевич          | 08.03.1902 — 12.1979    | Скотник-пастух молочного племенного совхоза «Гомонтово» Министерства совхозов СССР, Волосовский район Ленинградской области                                                                                             | 22.10.1949      | [ ГС 74 ]  |
| 78        | Николаев Николай Зиновьевич         | 1913—1992               | Мастер производственного обучения городского профессионально-технического училища № 15, гор. Днепропетровск | 20.07.1971      | [ ГС 75 ]  |
| 79        | Николаев Николай Семёнович          | 15.05.1908 — 16.02.1969 | Начальник участка шахты № 3 комбината «Москвоуголь» Министерства угольной промышленности западных районов СССР, Тульская область                                                                                        | 28.08.1948      | [ ГС 76 ]  |
| 80        | Николаев Павел Иванович             | 15.04.1905 — 19.08.1972 | Директор Кытмановского зерносовхоза Кытмановского района Алтайского края | 11.01.1957      | [ ГС 77 ]  |
| 81        | Николаев Павел Николаевич           | 29.06.1913 — 1993       | Командир объединённого авиационного отряда Казахского территориального управления Гражданского воздушного флота, гор. Актюбинск                                                                                         | 16.04.1963      | [ ГС 78 ]  |
| 82        | Николаев Павел Фёдорович            | род. 20.12.1921         | Бригадир бетонщиков строительного управления № 237 треста № 35 «Ижорстрой», гор. Ленинград | 11.08.1966      | [ ГС 79 ]  |
| 83        | Николаев Пётр Павлович              | 12.07.1927 — 29.02.2008 | Машинист башенного крана Марийского строительного треста, гор. Йошкар-Ола Марийской АССР | 26.11.1965      | [ ГС 80 ]  |
| 84        | Николаев Пётр Фёдорович             | 25.07.1930 — 28.08.2019 | Управляющий трестом «Новотроицкметаллургстрой» Министерства строительства предприятий тяжёлой индустрии СССР, Оренбургская область                                                                                      | 10.01.1974      | [ ГС 81 ]  |
| 85        | Николаева Александра Ивановна       | 06.01.1924 — 23.06.2015 | Звеньевая колхоза имени Коминтерна Буинского района Татарской АССР | 06.03.1948      | [ ГС 82 ]  |
| 86        | Николаева Александра Степановна     | 01.04.1912 — 20.03.1980 | Доярка колхоза «Дело Октября» Ижевского района Рязанской области | 09.05.1949      | [ ГС 83 ]  |
| 87        | Николаева Анастасия Филипповна      | 1920 — ????             | Звеньевая Меркенского свеклосовхоза Министерства пищевой промышленности СССР, Меркенский район Джамбулской области | 08.05.1948      |            |
| 88        | Николаева Анна Емельяновна          | 13.10.1918 — 28.05.2012 | Доярка совхоза «Рудаково» Витебского района Витебской области | 22.03.1966      | [ ГС 84 ]  |
| 89        | Николаева Вера Семёновна            | 09.10.1925 — 21.07.2011 | Главный врач центральной районной больницы Туринского района Свердловской области | 04.02.1969      | [ ГС 85 ]  |
| 90        | Николаева Екатерина Ивановна        | 15.12.1923 — 09.05.2003 | Свинарка колхоза «Победа» Дмитровского района Московской области | 30.01.1957      | [ ГС 86 ]  |
| 90.000002 | Николаева Екатерина Спиридоновна    | 1924—1999               | Рабочая Ингирского совхоза имени Берия Министерства сельского хозяйства СССР, Зугдидский район Грузинской ССР | 31.07.1950      | [ ГС 87 ]  |
| 91        | Николаева Мария Михайловна          | 09.08.1936 — 09.1991    | Доярка совхоза имени 50-летия СССР Новгородского района Новгородской области | 06.09.1973      | [ ГС 88 ]  |
| 92        | Николаенко Анатолий Фёдорович       | род. 1938               | Начальник механизированного отряда колхоза «Россия» Чаплинского района Херсонской области | 15.05.1987      |            |
| 93        | Николаенко Анна Пантелеевна         | 1920—1985               | Звеньевая колхоза «Заповит Ильича» Арбузинского района Николаевской области | 23.04.1949      |            |
| 94        | Николаенко Варвара Степановна       | 1914 — ????             | Звеньевая колхоза «Вперёд» Хотеньского района Сумской области | 16.02.1948      |            |
| 95        | Николаенко Иван Васильевич          | 21.06.1924 — 06.04.1994 | Бригадир колхоза «Новый шлях» Черниговского района Черниговской области | 30.04.1966      | [ ГС 89 ]  |
| 95.000003 | Николаенко Мария Харитоновна        | род. 15.10.1936         | Доярка колхоза «Украина» Немировского района Винницкой области | 22.03.1966      | [ ГС 90 ]  |
| 96        | Николайшвили Георгий Окропирович    | 1900 — 01.1985          | Главный агроном отдела сельского хозяйства Кутаисского района Грузинской ССР | 25.11.1950      | [ ГС 91 ]  |
| 97        | Николенко Дмитрий Антонович         | 26.10.1917 — 22.11.1996 | Бригадир тракторной бригады Евпаторийской МТС Крымской области | 26.02.1958      | [ ГС 92 ]  |
| 98        | Николин Сергей Никитович            | 1912 — ????             | Бригадир тракторной бригады Чемеровецкой МТС Чемеровецкого района Каменец-Подольской области | 16.02.1948      | [ ГС 93 ]  |
| 99        | Николина Антонина Трофимовна        | 1918 — ????             | Звеньевая колхоза имени Ленина Чемеровецкого района Каменец-Подольской области | 16.02.1948      | [ ГС 94 ]  |
| 100       | Николозишвили Николай Дмитриевич    | 1895 — ????             | Бригадир колхоза имени Куйбышева Кварельского района Грузинской ССР | 21.02.1948      | [ ГС 95 ]  |
| 101       | Никольская Раиса Ивановна           | 1912 — 22.08.1994       | Директор виноградарского совхоза «Геленджик», гор. Геленджик Краснодарского края | 10.02.1975      | [ ГС 96 ]  |
| 102       | Никольский Борис Петрович           | 14.10.1900 — 04.01.1990 | Физикохимик, академик Академии наук СССР, гор. Ленинград | 27.10.1970      | [ ГС 97 ]  |
| 103       | Никольский Николай Парфирьевич      | 13.12.1911 — 01.07.1973 | Начальник Томской железной дороги, Новосибирская область | 01.08.1959      | [ ГС 98 ]  |
| 104       | Никольченко Александр Иванович      | 1909—1954               | Председатель колхоза имени Халтурина Домбаровского района Чкаловской области | 03.04.1948      | [ ГС 99 ]  |
| 105       | Николюкина Надежда Николаевна       | род. 1938               | Прядильщица Костромского льнокомбината имени В. И. Ленина Министерства текстильной промышленности РСФСР | 12.05.1977      | [ ГС 100 ] |
| 106       | Никоненко Иван Спиридонович         | род. 10.04.1938         | Генеральный директор Уренгойского производственного объединения по добыче газа имени С. А. Оруджева Министерства газовой промышленности СССР, Ямало-Ненецкий автономный округ                                           | 15.05.1985      | [ ГС 101 ] |
| 107       | Никоненко Николай Алексеевич        | род. 1930               | Бригадир комплексной бригады Судостроительного завода имени 61 коммунара Министерства судостроительной промышленности СССР, гор. Николаев                                                                               | 19.11.1985      |            |
| 108       | Никонов Валентин Иванович           | 18.12.1923 — 02.11.2006 | Первый секретарь Омского райкома КПСС, Омская область | 11.12.1973      | [ ГС 102 ] |
| 109       | Никонов Василий Степанович          | 1900—1963               | Директор семеноводческого совхоза «Хомутовский» Министерства совхозов СССР, Новодеревеньковский район Орловской области                                                                                                 | 27.03.1948      | [ ГС 103 ] |
| 110       | Никонов Ефим Ефимович               | 28.10.1902 — 20.05.1967 | Управляющий трестом «Мосжилстрой» Главмосстроя, гор. Москва | 21.06.1963      | [ ГС 104 ] |
| 111       | Никонов Иван Васильевич             | 06.02.1924 — 10.08.2005 | Старший вальцовщик листопрокатного цеха Алапаевского металлургического комбината Свердловского совнархоза | 19.07.1958      | [ ГС 105 ] |
| 112       | Никонов Николай Константинович      | 10.03.1913 — 06.03.1990 | Старший агломератчик Камышбурунского железорудного комбината Крымского совнархоза | 19.07.1958      | [ ГС 106 ] |
| 113       | Никонов Яков Петрович               | 17.10.1920 — 19.03.2004 | Комбайнёр Ингалинской МТС Большереченского района Омской области | 12.06.1951      | [ ГС 107 ] |
| 114       | Никонова Нина Ивановна              | 25.06.1933 — 26.11.2003 | Главный агроном колхоза имени Кирова Шкловского района Могилёвской области | 16.03.1981      | [ ГС 108 ] |
| 115       | Никоноров Николай Тимофеевич        | 14.08.1927 — ?          | Горнорабочий очистного забоя шахты «Гуковская» № 1 комбината «Гуковуголь» Министерства угольной промышленности СССР, Ростовская область                                                                                 | 30.03.1971      | [ ГС 109 ] |
| 116       | Никоян Ашот Аганикович              | 1912—1996               | Комбайнёр Талинской МТС Армянской ССР | 05.08.1952      | [ ГС 110 ] |
| 117       | Никулин Александр Иванович          | 19.09.1922 — 02.01.1979 | Старший машинист турбинного цеха Новосибирской ТЭЦ-2 Министерства энергетики и электрификации СССР | 04.10.1966      | [ ГС 111 ] |
| 118       | Никулин Александр Фёдорович         | 01.06.1929 — ????       | Бригадир колхоза имени Мичурина Романовского района Саратовской области | 07.12.1973      | [ ГС 112 ] |
| 119       | Никулин Анатолий Родионович         | 11.07.1912 — 16.03.1983 | Первый секретарь Есильского райкома Компартии Казахстана, Акмолинская область | 11.01.1957      | [ ГС 113 ] |
| 120       | Никулин Василий Иванович            | 08.01.1933 — 04.08.2004 | Звеньевой колхоза имени XX съезда КПСС Кузоватовского района Ульяновской области | 29.08.1986      | [ ГС 114 ] |
| 121       | Никулин Дмитрий Васильевич          | 1905 — ????             | Бригадир тракторной бригады Кузьмино-Гребельской МТС Киевской области | 06.05.1948      |            |
| 122       | Никулин Серафим Никитич             | 1923 — ????             | Бетонщик строительного управления «Днепрострой» Министерства электростанций СССР, Херсонская область | 06.06.1957      |            |
| 123       | Никулин Сергей Михайлович           | 23.11.1925 — 18.12.1997 | Директор птицефабрики «Боровская» Тюменского района Тюменской области | 23.12.1976      | [ ГС 115 ] |
| 124       | Никулин Фёдор Яковлевич             | 08.02.1927 — 07.01.2011 | Токарь-расточник Оренбургского машиностроительного завода Министерства общего машиностроения СССР | 26.04.1971      | [ ГС 116 ] |
| 125       | Никулин Юрий Владимирович           | 18.12.1921 — 21.08.1997 | Директор — художественный руководитель Московского государственного цирка на Цветном бульваре | 27.12.1990      | [ ГС 117 ] |
| 126       | Никулина Александра Георгиевна      | 1915 — ????             | Звеньевая виноградарского совхоза имени Молотова Министерства пищевой промышленности СССР, Анапский район Краснодарского края                                                                                           | 26.09.1950      | [ ГС 118 ] |
| 127       | Никулицкий Иван Владимирович        | 15.07.1906 — 12.07.1983 | Бывший директор Братцевской птицефабрики Солнечногорского района Московской области | 22.03.1966      | [ ГС 119 ] |
| 128       | Никульская Анна Гавриловна          | 14.01.1915 — ????       | Свинарка совхоза имени Дзержинского Копыльского района Минской области | 07.03.1960      | [ ГС 120 ] |
| 129       | Нилендер Роман Алексеевич           | 23.03.1906 — 16.12.1982 | Главный инженер Московского завода электровакуумных приборов Министерства электронной промышленности СССР | 29.07.1966      | [ ГС 121 ] |
| 130       | Нилова Елизавета Ивановна           | 10.1897 — 1981          | Председатель семеноводческого колхоза имени Ильича Бежецкого района Калининской области | 28.02.1949      | [ ГС 122 ] |
| 131       | Ниматуллаев Ишан                    | 1890 — ????             | Бригадир полеводческой бригады колхоза имени Жданова Багдадского района Ферганской области | 11.01.1957      | [ ГС 123 ] |
| 132       | Нимич Павел Алексеевич              | 10.07.1928 — 2001       | Сварщик Херсонского судостроительного завода Министерства судостроительной промышленности СССР | 26.04.1971      |            |
| 133       | Нинев Пётр Иванович                 | 10.05.1910 — 24.04.1987 | Забойщик шахты № 3—3-бис треста «Сталинуголь» комбината «Кузбассуголь» Министерства угольной промышленности СССР, Кемеровская область                                                                                   | 26.04.1957      | [ ГС 124 ] |
| 134       | Нисанбаев Алимкул                   | 1920 — ????             | Заведующий овцеводческой фермой колхоза имени Ленина Тамдынского района Бухарской области | 08.04.1971      |            |
| 135       | Нифантов Геннадий Николаевич        | 01.02.1928 — 01.02.2004 | Директор совхоза «Верхнемуллинский» Пермского района Пермской области | 08.04.1971      | [ ГС 125 ] |
| 136       | Нифонтов Роман Владимирович         | 02.1901 — 24.11.1960    | Главный геолог Акционерного общества «Висмут» | 29.10.1949      | [ ГС 126 ] |
| 137       | Ницак Антон Евменович               | 18.05.1933 — 27.07.2014 | Буровой мастер Мамско-Чуйской комплексной геологоразведочной экспедиции Министерства геологии РСФСР, Иркутская область                                                                                                  | 10.03.1981      | [ ГС 127 ] |
| 138       | Ничипорук Любовь Лукьяновна         | 12.04.1923 — 03.11.2012 | Доярка колхоза «Советская Белоруссия» Каменецкого района Брестской области | 22.03.1966      | [ ГС 128 ] |
| 139       | Нишанов Мамоды                      | 1898 — ????             | Звеньевой колхоза «Пахта Ширкат» Регарского района Сталинабадской области | 01.03.1948      |            |
| 140       | Нишанов Сабирджан                   | 1904—1969               | Бригадир колхоза «Кызыл-Шарк» Карасуйского района Ошской области | 20.03.1951      | [ ГС 129 ] |
| 141       | Нишанов Сулейман                    | 1901 — ????             | Кузнец Кувасайского цементного комбината имени М. В. Фрунзе Министерства промышленности строительных материалов СССР, Ферганская область                                                                                | 07.05.1971      | [ ГС 130 ] |
| 142       | Нишанов Хатам                       | 1913 — ????             | Бригадир полеводческой бригады колхоза имени Молотова Вуадильского района Ферганской области | 11.01.1957      | [ ГС 131 ] |
| 143       | Нишнианидзе Михаил Онисимович       | 15.01.1911 — ????       | Председатель исполнительного комитета Самтредского районного Совета депутатов трудящихся Грузинской ССР | 19.04.1951      | [ ГС 132 ] |
| 144       | Ниязбаев Ахметжан                   | 1907 — ????             | Директор мясного совхоза «Терсаканский» Министерства совхозов СССР, Есильский район Акмолинской области | 23.07.1948      | [ ГС 133 ] |
| 145       | Ниязмедов Сапарбай                  | 1929 — ????             | Тракторист колхоза «Кизыл-Юлдуз» Куня-Ургенчского района Ташаузской области | 20.02.1978      | [ ГС 134 ] |
| 146       | Ниязов Гулмирза                     | 1924 — ????             | Бригадир колхоза «Ленинизм» Шурчинского района Сурхандарьинской области | 10.12.1973      | [ ГС 135 ] |
| 147       | Ниязов Назар-Али                    | 1870 — 27.05.1955       | Звеньевой колхоза имени Ворошилова Янги-Юльского района Ташкентской области | 27.04.1948      | [ ГС 136 ] |
| 148       | Ниязова Мариям Аскаровна            | 17.01.1931 — 02.03.1988 | Звеньевая колхоза «40 лет Октября» Панфиловского района Алма-Атинской области | 23.06.1966      | [ ГС 137 ] |
| 149       | Но Филипп Фёдорович                 | 16.03.1929 — 23.12.1971 | Старший табунщик колхоза «Имано-Вакский» Каратальского района Талды-Курганской области | 09.07.1949      | [ ГС 138 ] |
| 150       | Нобель Антонина Самуиловна          | 1918 — ????             | Бригадир полеводческой бригады Меркенского свеклосовхоза Министерства пищевой промышленности СССР, Меркенский район Джамбулской области                                                                                 | 08.05.1948      |            |
| 151       | Новак Елена Ивановна                | род. 23.11.1936         | Доярка колхоза «Коминтерн» Бобринецкого района Кировоградской области | 08.04.1971      | [ ГС 139 ] |
| 152       | Новак Иван Платонович               | род. 01.10.1934         | Звеньевой механизированного звена колхоза имени Кирова Острожского района Ровенской области | 08.04.1971      |            |
| 153       | Новак Иван Фёдорович                | 18.04.1923 — 17.09.1999 | Звеньевой виноградарского совхоза имени Молотова Министерства промышленности продовольственных товаров СССР, Анапский район Краснодарского края                                                                         | 26.02.1955      | [ ГС 140 ] |
| 154       | Новак Константин Филимонович        | 17.05.1911 — ????       | Старший буровой мастер Красноармейской геологоразведочной партии треста «Артёмгеология» Главного управления геологии и охраны недр при Совете Министров Украинской ССР, Донецкая область                                | 29.04.1963      | [ ГС 141 ] |
| 155       | Новак Устиния Емельяновна           | 1914 — ????             | Участковый агроном Винницкой МТС Винницкой области | 28.08.1952      | [ ГС 142 ] |
| 156       | Новгородова Екатерина Иннокентьевна | 13.04.1929 — 25.02.2024 | Бригадир совхоза имени Ленина Мегино-Кангаласского района Якутской АССР | 11.12.1973      | [ ГС 143 ] |
| 157       | Новгородцев Павел Андреевич         | 1926 — 11.05.1997       | Машинист экскаватора карьера «Куранах» объединения «Якутзолото» Министерства цветной металлургии, Якутская АССР | 30.03.1971      | [ ГС 144 ] |
| 158       | Новик Василий Лукьянович            | 03.08.1909 — 14.03.1989 | Звеньевой молочного совхоза «Красная Звезда» Министерства совхозов СССР, Клецкий район Барановичской области | 30.03.1949      | [ ГС 145 ] |
| 159       | Новик Владимир Григорьевич          | 1933—2006               | Бригадир комплексной бригады строительно-монтажного поезда № 576 управления строительства «Бамстройпуть» Министерства транспортного строительства СССР, Амурская область                                                | 12.05.1977      | [ ГС 146 ] |
| 160       | Новиков Александр Григорьевич       | 11.10.1915 — 31.07.2002 | Машинист завалочной машины Златоустовского металлургического завода Челябинского совнархоза | 19.07.1958      | [ ГС 147 ] |
| 161       | Новиков Анатолий Григорьевич        | 30.10.1896 — 23.09.1984 | Композитор, народный артист СССР, гор. Москва | 29.10.1976      | [ ГС 148 ] |
| 162       | Новиков Анатолий Константинович     | 1928 — ????             | Машинист машин вытягивания стекла Лисичанского стекольного завода Министерства промышленности строительных материалов Украинской ССР, Ворошиловградская область                                                         | 07.05.1971      | [ ГС 149 ] |
| 163       | Новиков Андрей Лаврентьевич         | 09.07.1926 — 05.10.2017 | Бригадир комплексной бригады опытного завода строительных материалов и конструкций Министерства энергетики и электрификации СССР, Куйбышевская область                                                                  | 29.12.1973      | [ ГС 150 ] |
| 164       | Новиков Антон Егорович              | 19.12.1920 — 09.09.1980 | Тракторист Алтайской МТС Алтайского района Алтайского края | 23.06.1950      | [ ГС 151 ] |
| 165       | Новиков Афанасий Игнатьевич         | 17.09.1899 — 24.06.1972 | Дорожный мастер Сухинической дистанции пути Московско-Киевской железной дороги, Смоленская область | 05.11.1943      | [ ГС 152 ] |
| 166       | Новиков Виктор Гаврилович           | 17.03.1941 — 18.02.1991 | Сталевар Магнитогорского металлургического комбината имени В. И. Ленина Министерства чёрной металлургии СССР, Челябинская область                                                                                       | 28.01.1982      | [ ГС 153 ] |
| 167       | Новиков Владимир Гаврилович         | 28.06.1928 — 22.03.2002 | Председатель колхоза «Рассвет» Советского района Марийской АССР | 06.09.1973      | [ ГС 154 ] |
| 168       | Новиков Владимир Ильич              | 1926—1994               | Старший оператор Ухтинского нефтеперерабатывающего завода Министерства нефтеперерабатывающей и нефтехимической промышленности СССР, Коми АССР                                                                           | 20.04.1971      | [ ГС 155 ] |
| 169       | Новиков Владимир Николаевич         | 06.12.1907 — 21.07.2000 | Заместитель Народного комиссара вооружения СССР, гор. Москва | 03.06.1942      | [ ГС 156 ] |
| 170       | Новиков Георгий Григорьевич         | 18.01.1920 — 13.08.1990 | Алмазчик-шлифовщик Никольского завода «Красный гигант» Министерства оборонной промышленности СССР, Пензенская область                                                                                                   | 26.04.1971      | [ ГС 157 ] |
| 171       | Новиков Дмитрий Степанович          | 25.07.1926 — 02.01.2001 | Прессовщик металлургического завода Министерства авиационной промышленности СССР, гор. Москва | 04.01.1984      | [ ГС 158 ] |
| 172       | Новиков Иван Алексеевич             | 28.04.1912 — 16.10.1964 | Тракторист тракторной бригады Шишовской МТС Бобровского района Воронежской области | 07.05.1948      | [ ГС 159 ] |
| 173       | Новиков Игнатий Трофимович          | 20.12.1906 — 25.12.1993 | Министр строительства электростанций СССР, бывший начальник Кременчуггэсстроя, гор. Москва | 04.11.1961      | [ ГС 160 ] |
| 174       | Новиков Максим Степанович           | 14.08.1914 — 24.10.1998 | Директор госплемзавода «Петровский» Приозерского района Ленинградской области | 21.12.1983      | [ ГС 161 ] |
| 175       | Новиков Николай Николаевич          | 09.05.1908 — 03.08.1944 | Начальник головного ремонтного восстановительного поезда № 5, Смоленская область | 05.11.1943      | [ ГС 162 ] |
| 176       | Новиков Николай Николаевич          | 19.05.1930 — 27.01.1999 | Бригадир монтажников передвижной механизированной колонны № 13 управления «Калининсельстрой» Министерства сельского строительства РСФСР, гор. Калинин                                                                   | 07.05.1971      |            |
| 177       | Новиков Николай Семёнович           | 14.05.1922 — 08.04.2000 | Аппаратчик Тамбовского химического комбината Министерства химической промышленности СССР | 20.04.1971      | [ ГС 163 ] |
| 178       | Новиков Пётр Филиппович             | 23.01.1907 — 1974       | Управляющий трестом «Лисхимпромстрой» Луганского совнархоза | 09.08.1958      | [ ГС 164 ] |
| 179       | Новиков Сергей Михайлович           | 20.08.1932 — 12.06.2021 | Бригадир комплексной бригады строительного управления № 212 треста «Мосстрой» № 8 Главмоспромстроя, гор. Москва | 16.07.1980      | [ ГС 165 ] |
| 180       | Новиков Фёдор Макарович             | 28.01.1925 — 22.06.2001 | Бурильщик рудоуправления имени Коминтерна треста «Ленинруда» Министерства чёрной металлургии Украинской ССР, г. Кривой Рог Днепропетровской области                                                                     | 22.03.1966      | [ ГС 166 ] |
| 181       | Новиков Яков Матвеевич              | 14.03.1911 — 1966       | Бригадир строительно-монтажного поезда № 193 управления «Сталинскстройпуть» Министерства транспортного строительства СССР, Кемеровская область                                                                          | 09.08.1958      | [ ГС 167 ] |
| 182       | Новикова Евдокия Дмитриевна         | 03.08.1915 — 26.02.1988 | Звеньевая колхоза «Путь к коммунизму» Сакского района Крымской области | 14.06.1952      | [ ГС 168 ] |
| 183       | Новикова Любовь Петровна            | 10.11.1924 — 05.10.2011 | Звеньевая полеводческого звена колхоза «Красный маяк» Лево-Россошанского района Воронежской области | 18.01.1948      | [ ГС 169 ] |
| 184       | Новикова Мария Ефимовна             | 09.11.1935 — 21.06.2018 | Шлифовщица завода «Ростсельмаш» Министерства тракторного и сельскохозяйственного машиностроения СССР, гор. Ростов-на-Дону                                                                                               | 03.01.1974      | [ ГС 170 ] |
| 185       | Новикова Мария Яковлевна            | 24.09.1921 — 19.06.1995 | Телятница совхоза «Фаустово» Воскресенского района Московской области | 22.03.1966      | [ ГС 171 ] |
| 186       | Новикова Прасковья Сергеевна        | 1912 — 01.02.1980       | Доярка колхоза «Маяк» Раменского района Московской области | 07.04.1949      | [ ГС 172 ] |
| 187       | Новикова Татьяна Дмитриевна         | 25.02.1919 — 30.07.2008 | Заведующая отделением городского противотуберкулёзного диспансера, гор. Воронеж | 04.02.1969      | [ ГС 173 ] |
| 188       | Новитченкова Анна Ивановна          | 06.11.1921 — 08.03.1994 | Свинарка совхоза «Ударник» Красносулинского района Ростовской области | 22.03.1966      | [ ГС 174 ] |
| 189       | Новицкий Анатолий Иванович          | 02.08.1935 — 24.11.1999 | Бригадир совхоза «Коммунар» Новоушицкого района Хмельницкой области | 30.04.1966      | [ ГС 175 ] |
| 190       | Новицкий Иван Максимович            | 1918 — ????             | Комбайнёр Воинской МТС Красноперекопского района Крымской области | 07.06.1952      |            |
| 191       | Новиченко Анна Михайловна           | 1933 — 15.07.1997       | Звеньевая совхоза «Ахтубинский» Среднеахтубинского района Волгоградской области | 30.04.1966      | [ ГС 176 ] |
| 192       | Новожилов Валентин Валентинович     | 18.05.1910 — 14.06.1987 | Профессор Ленинградского государственного университета имени А. А. Жданова, академик Академии наук СССР | 13.03.1969      | [ ГС 177 ] |
| 193       | Новожилов Василий Григорьевич       | 15.09.1917 — 1983       | Бригадир плотников треста-площадки «Жилстрой-1» Министерства строительства СССР, Приморский край | 07.05.1971      | [ ГС 178 ] |
| 194       | Новожилов Лев Витальевич            | 18.06.1937 — 01.10.2005 | Директор производственного объединения «Полимир» имени 50-летия Белорусской ССР Министерства химической промышленности СССР, гор. Новополоцк Витебской области                                                          | 05.06.1985      | [ ГС 179 ] |
| 195       | Новожилов Павел Андреевич           | 15.07.1923 — 15.07.2013 | Бригадир проходчиков тоннельного отряда № 6 Московского метростроя Министерства транспортного строительства СССР | 07.05.1971      | [ ГС 180 ] |
| 196       | Новокрещенова Пелагея Васильевна    | 06.01.1920 — 05.01.2013 | Доярка совхоза № 1 Новосибирского района Новосибирской области | 07.03.1960      | [ ГС 181 ] |
| 197       | Новолодский Алексей Борисович       | 30.03.1930 — 02.07.1994 | Бригадир слесарей-монтажников управления механизированных работ Вилюйгэсстроя Министерства энергетики и электрификации СССР, Якутская АССР                                                                              | 12.03.1971      | [ ГС 182 ] |
| 198       | Новосёлов Иван Иосифович            | 21.07.1910 — 24.01.1984 | Мастер Барнаульского вагоноремонтного завода Министерства путей сообщения СССР, Алтайский край | 01.08.1959      | [ ГС 183 ] |
| 199       | Новосёлова Александра Васильевна    | 23.03.1900 — 27.09.1986 | Химик-неорганик, академик Академии наук СССР, гор. Москва | 21.03.1980      | [ ГС 184 ] |
| 200       | Новосилецкий Алексей Дмитриевич     | 10.04.1925 — 25.12.2010 | Машинист локомотивного депо Хабаровск Дальневосточной железной дороги, Хабаровский край | 04.08.1966      | [ ГС 185 ] |
| 201       | Новоточин Николай Васильевич        | 30.07.1927 — 25.04.2013 | Бригадир горнорабочих очистного забоя шахты «Нагольчанская» № 4 комбината «Донбассантрацит» Министерства угольной промышленности Украинской ССР, Ворошиловградская область                                              | 30.03.1971      | [ ГС 186 ] |
| 202       | Новрузов Али Мамед-Наби оглы        | 14.08.1925 — 24.02.1993 | Командир корабля Ил-18 Азербайджанского территориального управления Гражданского воздушного флота, гор. Баку | 16.04.1963      | [ ГС 187 ] |
| 203       | Новрузов Мамед Акпер оглы           | 1889—1956               | Звеньевой виноградарского совхоза имени Азизбекова Министерства пищевой промышленности СССР, Азербайджанская ССР | 05.10.1949      |            |
| 204       | Новрузова Нафисат Муртуз кызы       | род. 01.05.1928         | Колхозница колхоза имени Г. Насибова Белоканского района Азербайджанской ССР | 08.04.1971      | [ ГС 188 ] |
| 205       | Ногаев Фёдор Дзабоевич              | 20.09.1930 — 19.02.2010 | Фрезеровщик Ордожникидзевского завода «Магнит» Министерства электронной промышленности СССР, Северо-Осетинская АССР | 29.03.1976      | [ ГС 189 ] |
| 206       | Ногаидели Бесире Нуриевна           | 1929—1991               | Колхозница колхоза имени Ленина Хуцубанского сельсовета Кобулетского района Аджарской АССР | 29.08.1949      | [ ГС 190 ] |
| 207       | Ногайбаева Саумал                   | 1906 — ????             | Звеньева свекловодческого звена колхоза «Джана-Талап» Талды-Курганского района Талды-Курганской области | 28.03.1948      | [ ГС 191 ] |
| 208       | Ногайдели Этери Мамедовна           | 1920—1997               | Звеньевая колхоза имени Ленина Хуцубанского сельсовета Кобулетского района Аджарской АССР | 29.08.1949      | [ ГС 192 ] |
| 209       | Ногайцев Иван Николаевич            | 06.01.1917 — 18.12.1996 | Главный зоотехник свиноводческого совхоза «Кубанец» Тимашёвского района Краснодарского края | 22.03.1966      | [ ГС 193 ] |
| 210       | Ногоева Саадат                      | 1921—1994               | Механик-водитель, бригадир колхоза имени Рахманжана Ленинского района Ошской области | 30.04.1966      | [ ГС 194 ] |
| 211       | Нодия Георгий Яковлевич             | 1916 — ????             | Главный агроном отдела сельского хозяйства Сухумского района Абхазской АССР | 19.04.1951      | [ ГС 195 ] |
| 212       | Нозимов Олим                        | род. 1932               | Бригадир бурильщиков Анзобского горно-обогатительного комбината Министерства цветной металлургии СССР, Ленинабадская область                                                                                            | 30.03.1971      |            |
| 213       | Номтоев Цокто Номтоевич             | 24.04.1910 — 12.03.2003 | Директор Ульдургинской средней школы Еравнинского района Бурятской АССР | 01.07.1968      | [ ГС 196 ] |
| 214       | Ноор Хенн Артурович                 | род. 1940               | Капитан-наставник среднего рыболовного траулера рыболовецкого колхоза «Хийу Калур» Эстонской ССР | 12.05.1977      |            |
| 215       | Норден Вольдемар Иванович           | род. 1933               | Старший машинист бумагоделательной машины Кехраского целлюлозно-бумажного завода Министерства лесной, целлюлозно-бумажной и деревообрабатывающей промышленности СССР, Эстонская ССР                                     | 19.03.1981      |            |
| 216       | Норейка Ионас Антано                | род. 1922               | Бригадир комплексной бригады строительного управления № 2 Каунасского строительного треста № 1 Министерства строительства Литовской ССР                                                                                 | 04.10.1966      |            |
| 217       | Норейка Пранас Миколо               | 15.10.1927 — 17.09.2021 | Директор Литовской ГРЭС Главного управления энергетики и электрификации при Совете Министров Литовской ССР | 04.10.1966      | [ ГС 197 ] |
| 218       | Норматов Ташпулат                   | 1913 — ????             | Звеньевой колхоза имени Фрунзе Ленинабадского района Ленинабадской области | 02.06.1948      |            |
| 219       | Нормухамедов Тураб                  | 1911 — 19.08.1970       | Председатель колхоза имени Ленина Карасуйского района Ташкентской области | 11.01.1957      | [ ГС 198 ] |
| 220       | Норова Бахшанд                      | род. 1932               | Колхозница колхоза имени Ахунбабаева Гала-Ассийского района Бухарской области | 11.01.1957      | [ ГС 199 ] |
| 221       | Норовкова Антонина Ивановна         | 1916 — ????             | Председатель колхоза имени Ивана Франко Нововолынского района Волынской области | 07.03.1960      |            |
| 222       | Носаль Григорий Арсентьевич         | 22.11.1922 — 17.10.2005 | Капитан-директор рыболовного морозильного траулера «Аргунь» Калининградской базы экспедиционного, китобойного и тунцеловного флота Министерства рыбного хозяйства СССР                                                  | 26.04.1971      | [ ГС 200 ] |
| 223       | Носальский Андриан Андреевич        | 31.08.1910 — 06.12.1991 | Секретарь Богодуховского райкома Компартии (большевиков) Украины, Харьковская область | 07.05.1948      | [ ГС 201 ] |
| 224       | Носивская Прасковья Еремеевна       | 29.04.1929 — 28.06.2007 | Свинарка молочно-мясного совхоза «Тимашёвский» Министерства совхозов СССР, Тимашёвский район Краснодарского края | 25.09.1950      | [ ГС 202 ] |
| 225       | Носков Дмитрий Григорьевич          | 1910—1974               | Мастер доменного цеха Чусовского металлургического завода Пермского совнархоза | 19.07.1958      | [ ГС 203 ] |
| 226       | Носков Константин Михайлович        | 1906 — ????             | Бригадир штукатуров строительно-монтажного управления № 3 треста «Чарджоустрой», гор. Чарджоу Туркменской ССР | 16.03.1965      | [ ГС 204 ] |
| 227       | Носков Сергей Егорович              | 25.10.1913 — 28.01.1980 | Бригадир комплексной бригады штукатуров треста № 11 Куйбышевского совнархоза | 09.08.1958      | [ ГС 205 ] |
| 228       | Носов Александр Иванович            | 27.03.1913 — 24.10.1960 | Начальник стартовой команды по запуску ракет и спутника Земли, 5-й научно-исследовательский испытательный полигон Министерства обороны СССР, инженер-полковник, Кзыл-Ординская область                                  | 21.12.1957      | [ ГС 206 ] |
| 229       | Носов Валентин Петрович             | 12.12.1924 — 09.12.2009 | Токарь гидротурбинного цеха № 19 Ленинградского металлического завода имени XXII съезда КПСС Министерства тяжёлого, энергетического и транспортного машиностроения СССР, гор. Ленинград                                 | 05.04.1971      | [ ГС 207 ] |
| 230       | Носов Герасий Фёдорович             | 28.12.1928 — 07.05.2017 | Заместитель начальника — главный конструктор Опытного конструкторского бюро машиностроения Министерства среднего машиностроения СССР, гор. Горький                                                                      | 02.02.1984      | [ ГС 208 ] |
| 231       | Носов Евгений Иванович              | 15.01.1925 — 12.06.2002 | Писатель, общественный деятель, гор. Курск | 12.03.1990      | [ ГС 209 ] |
| 232       | Носов Иван Елизарович               | 06.05.1915 — 21.02.2002 | Машинист-инструктор паровозного депо Каменоломни Северо-Кавказской железной дороги, Ростовская область | 01.08.1959      | [ ГС 210 ] |
| 233       | Носов Иван Николаевич               | 19.11.1924 — 05.09.1999 | Слесарь-инструментальщик Саратовского электроагрегатного производственного объединения Министерства авиационной промышленности СССР                                                                                     | 26.04.1971      | [ ГС 211 ] |
| 234       | Носова Мария Алексеевна             | 31.12.1918 — 2002       | Заместитель директора средней школы № 11, гор. Усть-Каменогорск Восточно-Казахстанской области | 01.07.1968      | [ ГС 212 ] |
| 235       | Носовский Иван Иванович             | 1914 — 06.04.1976       | Бригадир тракторной бригады МТС имени Кирова Талды-Курганского района Талды-Курганской области | 28.03.1948      | [ ГС 213 ] |
| 236       | Ноур Елизавета Ильинична            | род. 1929               | Звеньевая колхоза имени Котовского Кагульского района Молдавской ССР | 06.07.1951      |            |
| 237       | Ночвина Евдокия Павловна            | 06.01.1926 — 11.08.2012 | Электросварщица завода № 402 Государственного комитета по судостроению СССР, Архангельская область | 28.04.1963      | [ ГС 214 ] |
| 238       | Нсанов Таир                         | 1898—1956               | Заведующий коневодством колхоза «Карабатыр» Новобогатинского района Гурьевской области | 23.07.1948      | [ ГС 215 ] |
| 239       | Нубари Нубарали Ага Гули оглы       | 1912 — 01.01.1971       | Звеньевой виноградарского совхоза имени Багирова Министерства пищевой промышленности СССР, Азербайджанская ССР | 03.09.1951      |            |
| 240       | Нубарян Грач Капрелович             | 1914 — ????             | Звеньевой колхоза имени Куйбышева Гагрского района Абхазской АССР | 03.05.1949      | [ ГС 216 ] |
| 241       | Нугманов Бакберген                  | 1916 — ????             | Бригадир фермы нагульного скота колхоза «Интернационал» Сары-Суйского района Джамбулской области | 12.07.1949      | [ ГС 217 ] |
| 242       | Нудько Трифон Васильевич            | 1904—1981               | Комбайнёр Будённовской МТС Пролетарского района Ростовской области | 07.08.1952      | [ ГС 218 ] |
| 243       | Нуждин Сидор Евстигнеевич           | 22.05.1909 — 01.01.1976 | Каменщик строительного треста № 13 Мордовского совнархоза | 09.08.1958      | [ ГС 219 ] |
| 244       | Нуждина Александра Васильевна       | 10.06.1925 — 23.03.2003 | Шлифовщица 3-го Государственного подшипникового завода Министерства автомобильной промышленности СССР, гор. Саратов | 22.08.1966      | [ ГС 220 ] |
| 245       | Нузумов Юлдаш                       | 1895—1968               | Старший конюх колхоза имени Ворошилова Бостандыкского района Южно-Казахстанской области | 23.07.1948      | [ ГС 221 ] |
| 246       | Нуманова Абидо                      | 1916 — ????             | Звеньевая колхоза имени Фрунзе Регарского района Сталинабадской области | 01.03.1948      |            |
| 247       | Нураков Исак                        | 1903—1982               | Старший табунщик колхоза «Додомель» Тогуз-Тороузского района Джалал-Абадской области | 15.09.1948      | [ ГС 222 ] |
| 248       | Нуралиев Ташбек                     | 18.07.1913 — 1994       | Звеньевой колхоза «1 Мая» Гиссарского района Сталинабадской области | 01.03.1948      |            |
| 249       | Нурбаев Усербай                     | 1899 — ????             | Бригадир колхоза «Казахстан» Георгиевского района Южно-Казахстанской области | 28.03.1948      | [ ГС 223 ] |
| 250       | Нургалиев Сагидулла Исаевич         | 01.01.1934 — 28.01.2009 | Комбайнёр колхоза имени Панфилова Приурального района Уральской области | 24.12.1976      | [ ГС 224 ] |
| 251       | Нургожин Мукуш                      | 1886—1965               | Старший табунщик колхоза имени Калинина Амангельдинского района Кустанайской области | 23.07.1948      | [ ГС 225 ] |
| 252       | Нуржанов Акматбек                   | 1922—1987               | Председатель колхоза имени Ленина Таласского района Киргизской ССР | 08.04.1971      | [ ГС 226 ] |
| 253       | Нуржанова Раиса Нургалиевна         | 23.05.1931 — 02.05.2004 | Заведующая отделением областного противотуберкулёзного диспансера, гор. Семипалатинск | 23.10.1978      | [ ГС 227 ] |
| 254       | Нуржаубаев Мухыш                    | 1892—1970               | Старший табунщик колхоза имени Кирова Аральского района Кзыл-Ординской области | 23.07.1948      | [ ГС 228 ] |
| 255       | Нуриев Аслан Ибрагим оглы           | 02.04.1899 — ????       | Старший чабан колхоза «III Интернационал» Кедабекского района Азербайджанской ССР | 21.11.1958      | [ ГС 229 ] |
| 256       | Нуриев Зия Нуриевич                 | 21.03.1915 — 19.10.2012 | Заместитель Председателя Совета Министров СССР, гор. Москва | 20.03.1975      | [ ГС 230 ] |
| 257       | Нуриев Теймур Гусейн оглы           | 1898 — ????             | Бригадир виноградарского совхоза «Азербайджан» Министерства пищевой промышленности СССР, Азербайджанская ССР | 04.09.1950      |            |
| 258       | Нурлыбаев Байсеркеш                 | 1886—1962               | Скотник мясного совхоза «Копинский» Министерства совхозов СССР, Новороссийский район Актюбинской области | 03.12.1949      | [ ГС 231 ] |
| 259       | Нурлыев Аннанур                     | 1920—1983               | Бригадир колхоза «Совет Туркменистаны» Ашхабадского района Туркменской ССР | 30.04.1966      | [ ГС 232 ] |
| 260       | Нурлыев Аттан                       | 1910 — ????             | Бригадир колхоза «Большевик» Куня-Ургенчского района Ташаузской области | 30.07.1951      |            |
| 261       | Нурмагамбетов Байкенжа              | 1884 — ????             | Старший чабан колхоза имени Амангельды Капальского района Талды-Курганской области | 23.07.1948      | [ ГС 233 ] |
| 262       | Нурмагамбетов Башир Нурмагамбетович | 24.04.1914 — 24.02.1982 | Машинист комбайна шахты № 44/45 комбината «Карагандауголь» Министерства угольной промышленности восточных районов СССР, Карагандинская область                                                                          | 28.08.1948      | [ ГС 234 ] |
| 263       | Нурмаганов Сатан                    | 22.05.1929 — 19.02.1989 | Скотник совхоза «Восточный» Энбекшильдерского района Кокчетавской области | 08.04.1971      | [ ГС 235 ] |
| 264       | Нурманбетов Акык                    | 1887 — 17.08.1967       | Звеньевой свекловодческого звена колхоза «Джаналык» Талды-Курганского района Талды-Курганской области | 28.03.1948      | [ ГС 236 ] |
| 265       | Нурманбетов Сеитбаткал              | 1888 — ????             | Старший чабан колхоза «10 лет Казахстана» Кировского района Талды-Курганской области | 23.07.1948      | [ ГС 237 ] |
| 266       | Нурматов Абид                       | 1918 — ????             | Машинист-инструктор паровозного депо Коканд Среднеазиатской железной дороги, Ферганская область | 01.08.1959      | [ ГС 238 ] |
| 267       | Нурматова Ашурбиби                  | 1916 — ????             | Звеньевая колхоза имени Ленина Кокташского района Сталинабадской области | 01.03.1948      |            |
| 268       | Нурматова Дилбарнисо                | род. 1939               | Механизатор колхоза имени Фрунзе Ходжентского района Ленинабадской области | 25.12.1976      |            |
| 269       | Нурмуханов Муслим                   | 09.1927 — 28.02.1987    | Старший чабан каракулеводческого совхоза «Забурунский» Махамбетского района Гурьевской области | 10.03.1976      | [ ГС 239 ] |
| 270       | Нуров Лочин                         | 1934 — 04.12.1992       | Бригадир хлопководческой бригады колхоза имени Ломоносова Шаартузского района Таджикской ССР | 14.12.1972      | [ ГС 240 ] |
| 271       | Нуров Пирак                         | 02.06.1929 — 1999       | Звеньевой колхоза «Коммунист Таджикистана» Кулябского района Кулябской области | 01.03.1948      | [ ГС 241 ] |
| 272       | Нурова Зайнаб                       | 15.09.1915 — 02.05.1979 | Доярка колхоза имени Ленина Курган-Тюбинского района Таджикской ССР | 08.04.1971      | [ ГС 242 ] |
| 273       | Нурова Илич                         | 17.08.1925 — 2004       | Пекарь Душанбинского хлебокомбината Министерства пищевой промышленности Таджикской ССР | 26.04.1971      | [ ГС 243 ] |
| 274       | Нурпеисов Едрес                     | 1891 — 27.02.1978       | Старший чабан колхоза «Интернационал» Тургайского района Кустанайской области | 23.07.1948      | [ ГС 244 ] |
| 275       | Нурпеисов Нургали                   | 1890 — ????             | Звеньевой колхоза «Кзыл-Ту» Талды-Курганского района Талды-Курганской области | 20.05.1949      | [ ГС 245 ] |
| 276       | Нурсеитов Наужан                    | 1895 — ????             | Старший чабан колхоза имени Сталина Каратальского района Талды-Курганской области | 09.07.1949      | [ ГС 246 ] |
| 277       | Нурсеитов Ултай Нурсеитович         | 13.08.1928 — 11.02.2008 | Директор совхоза «Имантавский» Арыкбалыкского района Кокчетавской области | 24.12.1976      | [ ГС 247 ] |
| 278       | Нуртазин Браль                      | 22.12.1922 — 25.05.1995 | Директор совхоза «Ишимский» Кийминского района Тургайской области | 24.12.1976      | [ ГС 248 ] |
| 279       | Нуртазина Рафика Бекеновна          | 08.03.1921 — 01.04.2013 | Учительница средней школы-интерната № 4, гор. Алма-Ата | 01.07.1968      | [ ГС 249 ] |
| 280       | Нуруллаев Шоды                      | 1902 — ????             | Начальник Хархурского гидроузла Бухарского областного управления оросительных систем | 20.02.1978      | [ ГС 250 ] |
| 281       | Нуруллаева Угилджан                 | род. 1938               | Механизатор колхоза «Ташкент» Кошкупырского района Хорезмской области | 14.12.1972      | [ ГС 251 ] |
| 282       | Нурумов Галимжан Нурумович          | 06.06.1913 — 31.01.2006 | Старший чабан совхоза «Губерлинский» Гайского района Оренбургской области | 22.03.1966      | [ ГС 252 ] |
| 283       | Нурутдинов Дамир Махмутович         | 14.06.1937 — 01.04.2019 | Буровой мастер Альметьевского управления буровых работ производственного объединения «Татнефть» имени В. Д. Шашина Министерства нефтяной промышленности СССР, Татарская АССР                                            | 02.03.1981      | [ ГС 253 ] |
| 284       | Нурутдинов Саид                     | 07.07.1926 — 1981       | Мастер прокатного цеха Узбекского металлургического завода имени В. И. Ленина Совнархоза Узбекской ССР, гор. Беговат Ташкентской области                                                                                | 28.05.1960      | [ ГС 254 ] |
| 285       | Нурханаева Наси                     | 1915—1998               | Старшая табунщица колхоза имени Молотова Денгизского района Гурьевской области | 23.07.1948      | [ ГС 255 ] |
| 286       | Нурханова Эрка                      | 1924 — ????             | Звеньевая колхоза имени Кагановича Катта-Курганского района Самаркандской области | 07.05.1951      | [ ГС 256 ] |
| 287       | Нурходжаев Сейтжан                  | 1905 — ????             | Старший чабан колхоза имени Сталина Таласского района Джамбулской области | 23.07.1948      | [ ГС 257 ] |
| 288       | Нурчаев Эрмат                       | род. 1928               | Бригадир рабочих Кокандского масложиркомбината Министерства пищевой промышленности Узбекской ССР, Ферганская область | 17.01.1974      |            |
| 289       | Нурыев Мамет                        | 1923 — ????             | Председатель колхоза «Ленинград» Куня-Ургенчского района Ташаузской области | 10.12.1973      | [ ГС 258 ] |
| 290       | Нурыев Халлы                        | 1908 — ????             | Бригадир колхоза «Большевик» Куня-Ургенчского района Ташаузской области | 30.07.1951      | [ ГС 259 ] |
| 291       | Нурымов Ибрагим                     | 1895 — ????             | Старший табунщик колхоза «Кзыл-Ту» Туркестанского района Южно-Казахстанской области | 23.07.1948      | [ ГС 260 ] |
| 292       | Нусинов Анатолий Натанович          | 1928—2000               | Бригадир тракторной бригады Булаевского совхоза Булаевского района Северо-Казахстанской области | 11.01.1957      | [ ГС 261 ] |
| 293       | Нутт Вайке Пээтеровна               | род. 1931               | Доярка совхоза «Тарту» Тартуского района Эстонской ССР | 08.04.1971      |            |
| 294       | Нуттунен Мария Андреевна            | 20.02.1911 — 25.10.1965 | Бригадир молочного племенного совхоза «Торосово» Министерства совхозов СССР, Волосовский район Ленинградской области | 22.10.1949      | [ ГС 262 ] |
| 295       | Нухов Фарид Аюпович                 | 21.03.1930 — 19.03.1990 | Слесарь-сборщик авиационных двигателей Уфимского моторостроительного завода Министерства авиационной промышленности СССР, Башкирская АССР                                                                               | 19.12.1975      | [ ГС 263 ] |
| 296       | Нуцубидзе Шалва Дмитриевич          | 1902 — ????             | Секретарь Лагодехского районного комитета Компартии (большевиков) Грузии | 03.05.1949      | [ ГС 264 ] |
| 297       | Нымм Калев Михкелевич               | 12.10.1921 — 12.04.1994 | Первый секретарь Пыльваского райкома Компартии Эстонии | 08.04.1971      |            |
| 298       | Ныробцев Григорий Фомич             | 07.02.1900 — 15.08.1976 | Забойщик шахты имени Ленина комбината «Молотовуголь» Министерства угольной промышленности восточных районов СССР, гор. Кизел Молотовской области                                                                        | 28.08.1948      | [ ГС 265 ] |
| 299       | Ню Квансен                          | 1886 — ????             | Колхозник колхоза имени Сталина Вазирского сельсовета Гурленского района Хорезмской области | 13.06.1950      | [ ГС 266 ] |

| Навигационная таблица | Навигационная таблица    |
| --------------------- | ------------------------ |
| «Н»                   | Набатников — Нещадименко |
| «Н»                   | Нигай — Ню               |